# X/Y/Z
もしかして
- W/X/Y[注 1]

ではありませんか？